# Araeoncus
Araeoncus este un gen de păianjeni din familia Linyphiidae.

## Specii[1]
- Araeoncus altissimus
- Araeoncus anguineus
- Araeoncus caucasicus
- Araeoncus clavatus
- Araeoncus clivifrons
- Araeoncus convexus
- Araeoncus crassiceps
- Araeoncus curvatus
- Araeoncus discedens
- Araeoncus dispar
- Araeoncus duriusculus
- Araeoncus etinde
- Araeoncus femineus
- Araeoncus galeriformis
- Araeoncus gertschi
- Araeoncus hanno
- Araeoncus humilis
- Araeoncus impolitus
- Araeoncus longiusculus
- Araeoncus macrophthalmus
- Araeoncus malawiensis
- Araeoncus martinae
- Araeoncus obtusus
- Araeoncus picturatus
- Araeoncus sicanus
- Araeoncus subniger
- Araeoncus tauricus
- Araeoncus toubkal
- Araeoncus tuberculatus
- Araeoncus vaporariorum
- Araeoncus victorianyanzae
- Araeoncus viphyensis
- Araeoncus vorkutensis